# هجوم مطار باندارنيك
كان هجوم مطار باندارنيك هجومًا من قبل النمور السوداء (LTTE) على مطار باندارنيك الدولي، في 24 يوليو 2001. وكان الهجوم من أكثر الهجمات جرأة التي شنتها حركة تحرير تاميل إيلام (النمور السوداء) خلال حربها مع الحكومة السريلانكية، وكان لها تأثير عميق على الصناعة العسكرية والاقتصاد والخطوط الجوية في البلاد.

## الخلفية
وذكرت التقارير أن حركة «نمور تحرير تاميل إيلام» حددت توقيت الهجوم ليتزامن مع أعمال الشغب التي وقعت في يوليو عام 1983، والتي قتل فيها ألف من التاميل على يد الغوغاء السنهاليون[بحاجة لمصدر]. على الرغم من أن تمرد التاميل سبقت الهجوم في التاريخ، إلا أنه يعتبر بداية الحرب الأهلية السريلانكية. شن المتمردون هذا الهجوم على الهدف العسكري الرئيسي لسريلانكا وفي الوقت نفسه المطار الدولي الوحيد في البلاد.

## الاعتداءات
في حوالي الساعة الثالثة والنصف من صباح 24 يوليو، تسلل 14 فرداً من فرقة نمور تحرير تاميل إيلام إلى قاعدة كاتوناياكي الجوية، التي تقع على بعد حوالي 35 كيلومتراً (22 ميل) شمال كولمبو. بعد تدمير محولات الكهرباء لإغراق القاعدة في الظلام، ويقطعون السلك الشائك المحيط بالقاعدة ليبدأوا هجومهم. وباستخدام قنابل صاروخية وأسلحة مضادة للدبابات وبنادق هجومية هاجم المسلحون طائرات تابعة للقوات الجوية. ولم يتمكنوا من مهاجمة الطائرات التي كانت متوقفة في حظائر الطائرات، ولكنهم دمروا ثماني طائرات عسكرية على مدرج المطار: ثلاث طائرات من طراز هونغدو جيه إل-8 ، وطائرة مروحية من طراز ميل مي-17 ، وطائرة مروحية من طراز ميل مي-24 ، وطائرتان مقاتلتان من طراز ميكويان ميج-27. كما تضررت خمس من طراز K-8 وواحدة من طراز ميكويان ميج-27. تم تدمير 26 طائرة في الهجوم. صعد بعض أعضاء جبهة نمور تحرير تاميل إيلام إلى قمة برج المراقبة في القاعدة الجوية، والتي استخدموها كنقطة مراقبة.
وقتل ثمانية من النمور وثلاثة من ضباط القوات الجوية في المعركة في القاعدة الجوية. ثم عبر أعضاء حركة «نمور تحرير تاميل إيلام» الستة المتبقين المدرج إلى مطار باندارانايكي المجاور. باستخدام أسلحتهم، بدأوا يفجرون الطائرات المدنية، التي كانت كلها فارغة. طائرة إيرباص إيه 330 تم تدميرها بواسطة عبوة ناسفة وتم تدمير إيرباص إيه 340 أخرى بسبب انفجار خزان النفط. تم تدمير طائرة A340 بواسطة صاروخ أطلق من مبنى المطار. بالإضافة إلى ذلك، تم تدمير طائرة A320-200 و A340-300 في الهجوم.
انتهى الهجوم من الساعة 8:30 صباحا. وقتل جميع المقاتلين الاربعة عشر بالإضافة إلى ستة من أفراد سلاح الجو السريلانكي وجندي واحد قتل بنيران صديقة. أصيب 12 جنديا، إلى جانب ثلاثة مدنيين سريلانكيين ومهندس روسي. ولم يصب أي سياح خلال الهجوم.
شكلت ثلاث طائرات إيرباص دمرت ثلاثة من الخطوط الجوية السريلانكية "12 طائرة. وكانت الطائرتان المتضررتان الآخرتان تعني أن نصف أسطول الشركة تقريبا كان خارج نطاق الخدمة.

## تأثيرات
أغلق مطار باندارنيك لمدة 14 ساعة أثناء الهجوم وبعده. تم تحويل الرحلات إلى الهند خلال الاعتداء بسبب التهديد بالهجوم. وقدرت تكلفة استبدال الطائرة المدنية بمبلغ 350 مليون دولار أمريكي. تسبب الهجوم في حدوث تباطؤ في اقتصاد سريلانكا، إلى حوالي -1.4 ٪. كما تراجعت السياحة بنسبة 15.5٪ في نهاية العام. [بحاجة لمصدر]